# Flotte
Pour l’article ayant un titre homophone, voir Float.
Pour les articles homonymes, voir Flotte (homonymie).

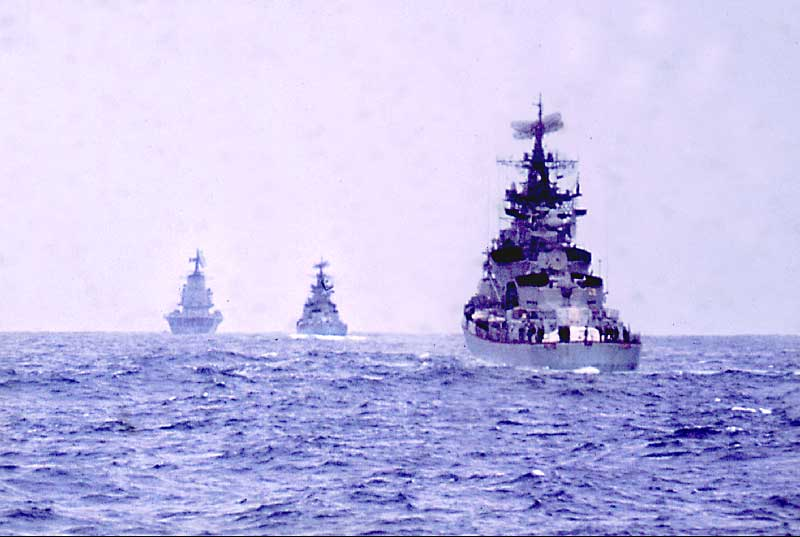
Flotte soviétique en Méditerranée, 1970

Une flotte est un grand groupe de navires, d'importance numérique très variable.

## Flotte de guerre
Une flotte de guerre est un rassemblement de nombreux navires de guerre, constituant les unités majeures d'une marine de guerre. Elle est la plupart du temps, assemblée pour opérer sur une région maritime du globe particulière, et son nom reflète souvent son attachement géographique, comme la flotte de l'Atlantique de la Marine nationale française ou la Home Fleet britannique, ou encore la Flotte du Nord russe.
Les bâtiments au sein d'une flotte, se répartissent alors en escadres ou d'autres subdivisions comme les forces opérationnelles américaines.

### Flotte des forces navales
États-Unis
La flotte des forces navales actives des États-Unis est composée de la deuxième flotte, la troisième flotte, la quatrième flotte, la cinquième flotte, la sixième flotte, la septième flotte, la dixième flotte.
 France
 Russie
La flotte maritime militaire de Russie est constituée de quatre flottes et d'une flottille :
- Flotte du Pacifique
- Flotte de la Baltique
- Flotte de la mer Noire
- Flotte du Nord
- Flottille de la Caspienne

## Flotte de commerce
Ensemble de navires de commerce : paquebots, cargos, pétroliers, minéraliers, etc.

## Flotte marchande
Navires de commerce et navires à passagers (desserte des îles et du littoral).
Navires de rade: remorqueurs portuaires, bateaux-pilotes, baliseurs, canots de sauvetage et bâtiments de servitude, etc.
- Liste des flottes de marine marchande

## Flotte de pêche
Navires de pêche: chalutiers, caseyeurs, bolincheurs, thoniers, etc.

## Flotte historique
Allemagne :
 Chine :
- Flotte de Beiyang

 Civilisation carthaginoise :
- Flotte carthaginoise

 Espagne :
- Flotte des Indes
- Galion de Manille

 États-Unis :
- Grande flotte blanche
- Flotte des navires-béliers des États-Unis

 Étrusques :
- Flotte étrusque

 France :
- Flotte du Ponant
- Flotte du Levant
- Flotte française en 1786

 Japon :
- Flotte huit-huit

 Russie :
- Flotte de l'Armée blanche